# Mario Pinball Land
Mario Pinball Land, conhecido na Europa e no Japão como Super Mario Ball, é um jogo eletrônico desenvolvido pela Fuse Games e publicado pela Nintendo para o Game Boy Advance, lançado em 2004. Posteriormente, em 2014, foi lançado para o Virtual Console do Wii U.
Foi o sétimo jogo da franquia Mario a ser lançado para o GBA e é considerado um spin off da franquia, focado principalmente na jogabilidade Pinball.

## Jogabilidade
Seguindo a formula de jogabilidade pinball, Mario Pinball Land contem mundos baseados em tabuleiros de pinball, sendo esses mundos destravados após conseguir um numero de estrelas (essas, baseadas em Super Mario 64), ao todo, são 35 estrelas e apenas 15 são necessárias para completar a campanha do jogo. Além disso, há batalhas de chefes, sendo 5 ao todo, ao derrotar os chefes, o jogador ganha uma chave que servirá para derrotar o Browser.
O Mario nesse jogo não é controlável, o jogador controla o tabuleiro que ira lançar o Mario para derrotar os inimigos e conseguir moedas, além de poder usar itens que são compráveis ao longo do jogo. O Jogo contem 2 modos de jogo, o Adventure (que esta disponível logo de inicio) e o Time Attack (completar a fase no menor tempo possível).

## Historia
Mario e Princesa Peach visitam um parque de diversões chamado Fun Fair e esperam na fila para experimentar um passeio chamado Air Cannon, onde quem entre nela é transformado em uma bola através do Pinballer e atirado para fora do canhão. Quando Peach está prestes a chegar, dois Goombas aparecem e mudam a direção de onde o canhão ira disparar, apontando o canhão para o Castelo de Bowser . Para salvar Peach, Mario usa o Pinballer para se transformar em uma bola, permitindo a ação de pinball do jogo.

## Desenvolvimento
Como Adrian Barritt e Richard Horrocks, veteranos da série Pro Pinball, fundaram a Fuse Games, eles decidiram que, nas palavras de Barritt "precisávamos de um pouco de impacto antes que eles se incomodassem em falar conosco". Então eles pensaram em um jogo de pinball do Mario e produziram uma demo jogável, apresentando tanto a possível primeira área quanto a última com um confronto com Bowser. Após Isso, Barritt e Horrocks foram a Seattle para apresentar a ideia aos executivos da Nintendo of America, que aprovaram a ideia. Devido ao fato dos recursos serem limitados, a Fuse Games decidiu não desenvolver o jogo para o GameCube, recorrendo ao Game Boy Advance. Barritt acrescentou que considerava o portátil " a plataforma ideal para um jogo de pinball, algo que você pode simplesmente pegar e bater um pouco na bola" e afirmou que "com experiência em sistemas como o Super Nintendo, sabíamos seríamos capazes de levar o hardware do GBA ao seu limite". Apesar da Fuse Games contratar mais pessoas, todo o jogo foi criado por uma pequena equipe de apenas cinco pessoas.
Mario Pinball Land foi anunciado pela primeira vez sob o título provisório de Mario Pinball no cronograma de lançamento de produtos da Nintendo em 1º de abril de 2004, como um dos dois títulos Mario não anunciados anteriormente para o GBA, juntamente com uma nova entrada sem título na série Mario Party que faria uso do periférico e-Reader do portátil, com data de lançamento planejada para 24 de maio.  Mais detalhes foram revelados posteriormente durante a E3 de 2004, com demos jogáveis e data de lançamento em 4 de outubro O nome final do jogo foi anunciado em junho de 2004 no site oficial da Nintendo.

## Recepção e Vendas
Mario Pinball Land recebeu críticas "mistas" tendo uma media de 62 no Metacritic, a IGN deu nota 5/10 destacando o fato do jogo ser bonito, mas frustrante e a com uma jogabilidade falha e irritante e completa,  comparando com Pokémon Pinball: Ruby and Sapphire, dizendo que Mario Pinball Land é um Passo para trás. A NintendoLife analisou a versão de Wii U, dando nota 7/10 destacando o jogo com um estranho spin-off da franquia.
O jogo ao todo vendeu quase 600 mil copias ao mundo todo.